# Xã Clinton, Quận St. Louis, Minnesota
Xã Clinton (tiếng Anh: Clinton Township) là một xã thuộc quận St. Louis, tiểu bang Minnesota, Hoa Kỳ. Năm 2010, dân số của xã này là 1.015 người.